# Marian Domagała (prawnik)
Marian Domagała (ur. 1919, zm. 1976) – prawnik, specjalista w zakresie ubezpieczeń. Organizator placówek ubezpieczeniowych na Ziemiach Zachodnich. Zastępca naczelnego dyrektora (1954) i dyrektor naczelny (1976) PZU. Był również dyrektorem Towarzystwa Ubezpieczeń i Reasekuracji „Warta”. Popularyzator wiedzy z zakresu ochrony przeciwpożarowej - był współzałożycielem Związku Ochotniczych Straży Pożarnych, wiceprezes i prezes Zarządu Głównego Ochotniczych Straży Pożarnych.
Pochowany na Cmentarzu Wojskowym na Powązkach w Warszawie (kwatera B35-2-2).
Publikacje
- Ubezpieczenia osobowe i majątkowe (1961)
- 150 lat ubezpieczeń w Polsce (współautor)